# Locuțiune adverbială
Locuțiunea adverbială reprezintă un grup de cuvinte cu înțeles unitar care, din punct de vedere gramatical, au valoarea unui adverb. De exemplu în cazul în care este o locuțiune adverbială care poate înlocui adverbul relativ-interogativ când. Aceeași locuțiune este una conjuncțională când înlocuiește adverbul relativ când  considerat echivalent semantic cu conjuncția dacă.
Locuțiunile adverbiale pot fi:
- de mod: pe de rost, încet-încet, de asemenea, de-a valma etc.

- de timp: zi de zi, de-a pururea, pe înserate, în veci etc.

- de loc: la dreapta, în mijloc, din loc în loc etc.

- nehotărâte: cine știe când, cine știe cum, te miri cum etc.

Locuțiunile adverbiale au funcția sintactică a adverbelor pe care le înlocuiesc.